# Île d'Area
 (juin 2025).
L' Île d'Area (en espagnol Isla de Area  et en galicien Illa da Ínsua da Area ) est une île située dans la ria de Viveiro en Espagne.

## Description
L'îlot présente une orographie caractéristique et complexe, couverte de verdure et avec un bosquet de vieux pins et d'eucalyptus. On y trouve aussi les vestiges d'anciennes habitations.

## Galerie

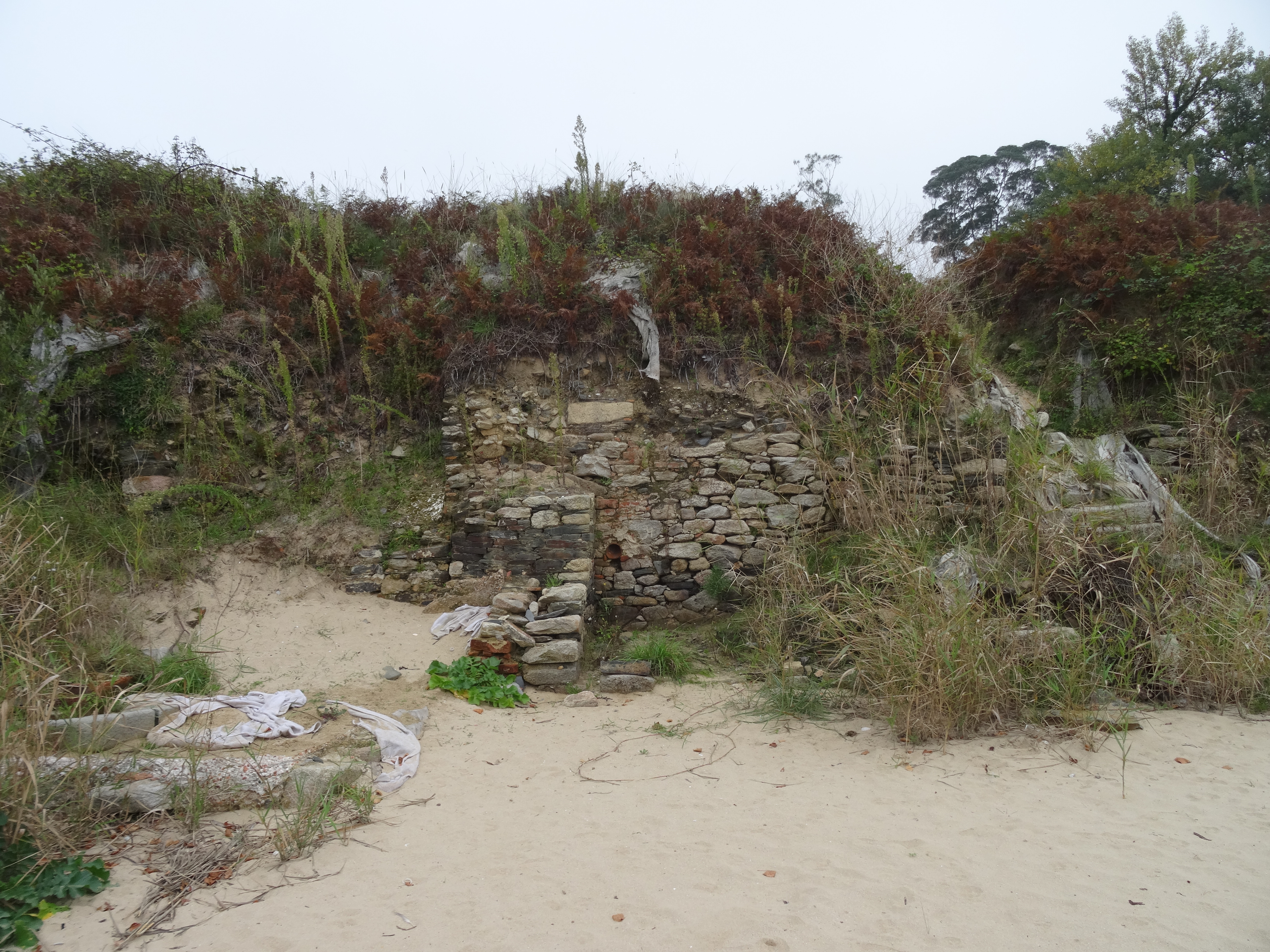
Vestiges d'habitation
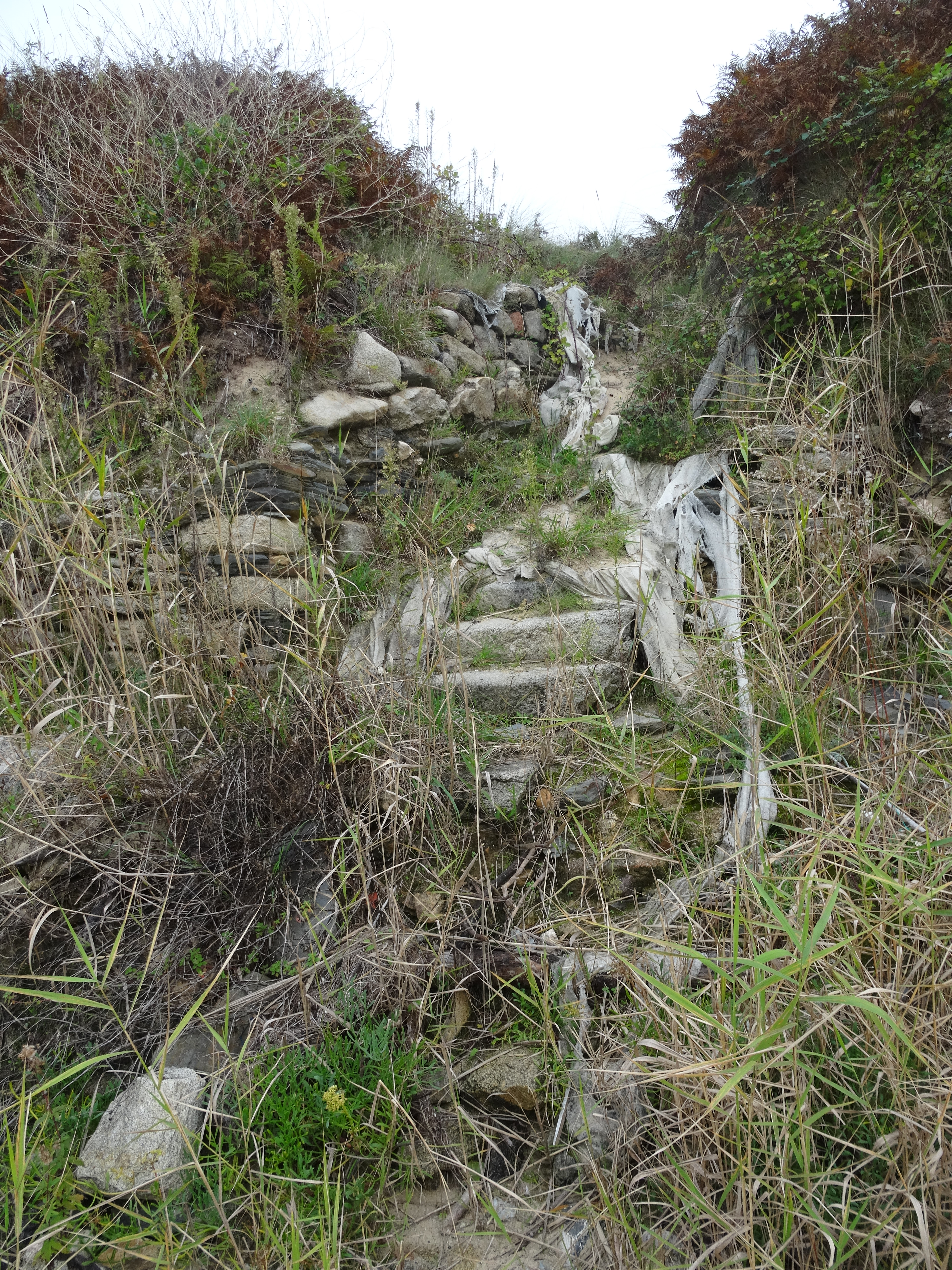